# François Séverin Marceau-Desgraviers
François Séverin Marceau-Desgraviers (Chartres, (Eure-et-Loir) 1769. március 1. – Altenkirchen (Németország) 1796. szeptember 21.) francia tábornok a koalíciós háborúk idején.

## Élete és pályafutása
Egy chartres-i ügyvéd fiaként, szakítva a családi hagyományokkal, 16 évesen lépett be 1785-ben Angoulême-ben egy gyalogsági ezredbe. A forradalom idején csatlakozott városa Nemzeti Gárdájához 1789. július 14-én, és októberben  már elérte a kapitányi rangot. 1791-ben csatlakozott az Eure-et-Loir-i önkéntesek 1. zászlóaljához, ahol alezredesként szolgált  1792. márciusáig. Április 20-án a zászlóalj csatlakozott az ardenneki hadsereghez, őt a hazafisága visszatartotta mások példájától, akik emigrációba mentek. Sőt, amikor fiatal parancsnokként megérkezett a hadsereghez, a fegyelem nagyon lazaságát tapasztalva, ő teremtett rendet. 1792-ben részt vett Verdun védelmében, a volt a poroszokkal tárgyaló küldöttség legfiatalabb tagja. A védelem hiányosságai kiváltották a katonai vezetés haragját, sok tisztet letartóztattak, először ugyan meghagyták posztján, de később rövid időre őt is bebörtönözték több katonatársához hasonlóan.
Marceaut kiengedték, hogy a Vendée-i royalista felkelők ellen harcoljon, itt Saumur védelmében tüntette ki magát bátorságával. 1793. szeptember 5-én lett dandártábornok Chantonnay-nél. Később Kléber tábornokhoz került, akivel barátságot kötött és a Cholet-nél október 17-én aratott győzelemben oroszlánrésze volt. Fontos győzelmeket aratott Le Mans-nál(december 12-13.) és Savenay-nél (december 23.) Jean-Baptiste Jourdan hadseregében harcolt a Charleroi környéki harcokban, a fleurusi csatában egy lovat lőttek ki alóla. Jülichnél, Aldenhovennél és Koblenznél vezető szerepet játszott a csatákban.  Altenkirchennél 1796. szeptember 19-én  halálos sebet kapott, két nappal később meghalt, 27 éves korában.

## Fordítás
- Ez a szócikk részben vagy egészben  a   François Séverin Marceau című francia Wikipédia-szócikk fordításán alapul.  Az eredeti cikk szerkesztőit annak laptörténete sorolja fel. Ez a jelzés csupán a megfogalmazás eredetét és a szerzői jogokat jelzi, nem szolgál a cikkben szereplő információk forrásmegjelöléseként.

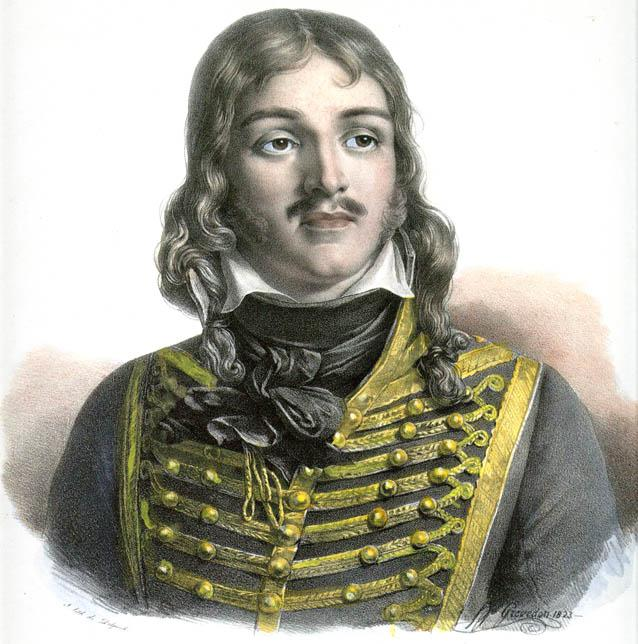
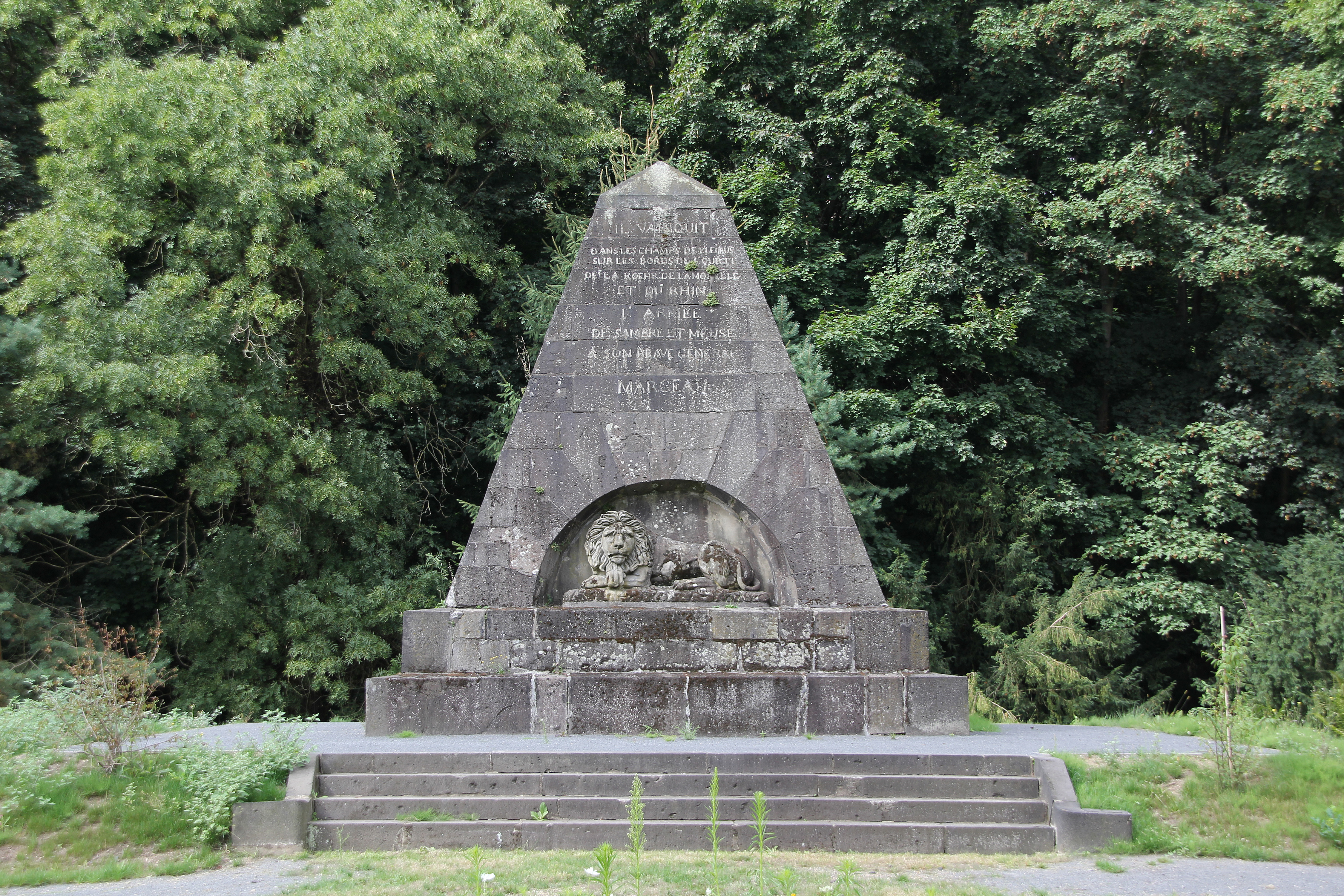
Marceau síremléke Koblenzben